# Медаль «В память 850-летия Москвы»
Меда́ль «В па́мять 850-ле́тия Москвы́» — юбилейная медаль Российской Федерации, учреждённая Указом Президента Российской Федерации от 26 февраля 1997 года № 132 как государственная награда Российской Федерации.
С 7 сентября 2010 года медаль является юбилейной, по статусу — общегражданской (федеральной) наградой РФ.

## Положение о медали
Медалью «В память 850-летия Москвы» награждаются:
- участники обороны Москвы, награждённые медалью «За оборону Москвы»;
- труженики тыла, работавшие в период Великой Отечественной войны 1941—1945 годов в Москве и награждённые государственными наградами;
- граждане, награждённые медалью «В память 800-летия Москвы»;
- граждане, внёсшие значительный вклад в развитие Москвы.

Медаль «В память 850-летия Москвы» носится на левой стороне груди и при наличии других медалей Российской Федерации располагается после медали «300 лет прокуратуре России».

## Описание медали
Медаль «В память 850-летия Москвы» из латуни, имеет форму круга диаметром 32 мм. На лицевой стороне медали — изображение Георгия Победоносца на коне, поражающего копьём дракона. Слева по окружности — надпись «Москва 850». 

На оборотной стороне медали по окружности — лавровый венок, в центре — цифры «1147—1997».
Все изображения и цифры на медали рельефные. 

Медаль при помощи ушка и кольца соединяется с пятиугольной колодкой, обтянутой шёлковой муаровой лентой. Ширина ленты 24 мм. Лента тёмно-красного цвета, вдоль ленты справа на расстоянии 1 мм от края — три полосы белого, синего и красного цвета шириной 2 мм каждая.